# Claudia Karvan
Pour les articles homonymes, voir Karvan.
Claudia Karvan est une actrice et productrice australienne, née le 19 mai 1972 à Sydney.
En 2020 elle termine finaliste de la 17e saison de la version australienne de Dancing with the Stars.

## Filmographie

### Comme actrice
- 1993 : The Heartbreak Kid
- 1993 : Touche-moi (Touch Me) : 	Christine
- 1994 : Exile : Jean
- 1996 : Dating the Enemy : Tash
- 1998 : Terre violente : Jeanne
- 2001-2003 : Nos vies secrètes (The Secret Life of Us) : Alex Christensen
- 2002 : Star Wars, épisode II : L'Attaque des clones : Sola Naberrie (scènes coupées au montage)
- 2004-2007 : Love My Way : Frankie Page
- 2005 : Star Wars, épisode III : La Revanche des Sith : Sola Naberrie
- 2006 : Footy Legends : Alison Berry
- 2008 : Long Weekend : Carla
- 2008 : Le Sens de la vie pour 9.99$ (9,99 $) : Michelle
- 2010 : Daybreakers : Audrey Bennet
- 2019 : Le Gang Kelly (True History of the Kelly Gang) de Justin Kurzel : Mrs. Shelton
- 2020 : Infidel de Cyrus Nowrasteh : Elisabeth Rawlins

### Comme productrice
- 2004-2007 : Love My Way